# 니시쿠니하라 레이코
니시쿠니하라 레이코(西国原 礼子, 1977년 11월 24일~)는 일본의 여성 아이돌 그룹 SDN48의 멤버이다. 미야자키현 출신.

## 참가 유닛곡
싱글 CD 참가곡
1. 고독의 러너(孤独なランナー)
2. 에로스의 트리거(エロスのトリガー ) - 언더걸즈 B 명의
3. 사랑이여 움직이지 말아줘(愛よ 動かないで) - 레이첼 명의
4. 아바즈레(アバズレ) - 언더걸즈 B 명의
5. 카샤사로 자백한다(カシャーサで自白する) - 언더걸즈 B 명의
6. 위에서 나츠코(上からナツコ) - 언더걸즈 B 명의
7. 끝나지 않는 앵콜(終わらないアンコール)

SDN48 1st Stage 「유혹의 카터(誘惑のガーター)」공연
1. 올인(オールイン)